# 寺田剛実
寺田 剛実（てらだ ごうじつ、1842年〈天保13年〉9月 - 没年不詳）は、日本の内務官僚、官選初代島根県参事。典膳の名でも知られる。

## 経歴
土佐藩士で、京都留守居役であった。
1871年（明治4年）11月15日、島根県が成立。同年12月2日島根県参事に任命された。同日、山口通貫が権参事に任命される。
しかし、寺田はすぐに免官を願い出たため、実際に島根県に着任することはなかった。
その後、西村有信（ゆうしん）が島根県参事に任命されるも、西村もまたすぐに免官を願い出たため実際に着任することはなかった。
この間、権参事である山口通貫が施政を行うこととなる。
1872年（明治5年）3月、池田種徳が権令（二代目知事）に着任したことにより、他県に遅れて、県政が開始された。